# Lacinipolia alboguttata
Lacinipolia alboguttata är en fjärilsart som beskrevs av Augustus Radcliffe Grote 1876. Lacinipolia alboguttata ingår i släktet Lacinipolia och familjen nattflyn. Inga underarter finns listade i Catalogue of Life.